# Епархия Тамарассерри
Епархия Тамарассерри (лат. Eparchia Thamarasserrensis) — епархия Сиро-малабарской католической церкви c центром в городе Тамарассерри, Индия. Епархия Тамарассерри входит в митрополию Телличерри. Кафедральным собором епархии Тамарассерри является церковь Пресвятой Девы Марии.

## История
28 апреля 1986 года Римский папа Иоанн Павел II выпустил буллу Constat non modo, которой учредил епархию Тамарассерри, выделив её из епархии Телличерри (сегодня — Архиепархия Телличерри). В этот же день епархия Тамарассерри вошла в митрополию Эрнакулам — Ангамали.
18 мая 1995 года епархия Тамарассерри вошла в митрополию Телличерри.

## Ординарии епархии
- епископ Sebastian Mankuzhikary (28.04.1986 — 11.06.1994);
- епископ Jacob Thoomkuzhy (18.05.1995 — 11.11.1996) — назначен архиепископом Тричура;
- епископ Paul Chittilapilly (11.11.1996 — 15.01.2010);
- епископ Remigiose Inchananiyil (15.01.2010 — по настоящее время).

## Источник
- Annuario Pontificio, Ватикан, 2011
- Булла Constat non modo  (лат.)